# Верачини, Франческо Мария
Франческо Мария Верачини (итал. Francesco Maria Veracini; 1 февраля 1690 года, Флоренция, великое герцогство Тоскана — 31 октября 1768 года, там же) — итальянский композитор и скрипач эпохи позднего барокко.

## Биография
Франческо Мария Верачини родился 1 февраля 1690 года во Флоренции, в великом герцогстве Тоскана в семье фармацевта. Игре на скрипке учился у своего дяди, известного скрипача Антонио Верачини, с которым часто выступал на концертах. Музыкальной композиции обучался в школе при кафедральном соборе Флоренции у Франческо Ферочи. Написал «Кончерто гроссо» (итал. Concerto grosso), или «Концерт для скрипки и восьми инструментов в ре-мажор» (итал. Concerto per violino e 8 strumenti in re maggiore), впервые исполненный в 1711 году во время торжеств, по случаю коронации императора Карла VI. В том же году переехал в Венецию.
Существует легенда, что, когда в 1712 году известный музыкант Джузеппе Тартини услышал, как Верачини играет на скрипке, он был настолько поражен его виртуозной техникой исполнения, и так разочарован собственной, что, отказавшись от места в оркестре, немедленно уехал из Венеции в Анкону, совершенствовать своё мастерство.
В 1714 году Верачини приехал Лондон, где между актами в Королевском театре исполнял инструментальные пьесы, или симфонии. Здесь познакомился с Франческо Джеминиани. Сезон 1715 года провёл в Дюссельдорфе при дворе курфюрста Пфальца, Иоганна Вильгельма, которому посвятил свою ораторию «Моисей на Красном море» (итал. Mosè al Mar Rosso). В 1716 году в Венеции написал шесть «увертюр» (то есть сюит) для оркестра, которые принесли ему широкую известность и обеспечили должность композитора при дворе саксонского курфюрста Августа Сильного.
В августе 1717 года Верачини переехал в Дрезден. В 1721 году им был написан новый цикл сонат для скрипки. В 1722 году, вследствие конфликта между Верачини и его коллегой Йоханном Георгом Пизенделем, музыкант, отличавшийся эмоциональным и экстравагантным характером, выпрыгнул из окна второго этажа дрезденской резиденции, в результате чего сломал лодыжку и прихрамывал до конца жизни. После выздоровления, некоторое время провёл в Праге, где играл в домовом оркестре графов Кински.
В 1723 году вернувшись во Флоренцию, он получил место скрипача в церкви и написал ораторию. За это время композитор умудрился заработать себе плохую репутацию и получил прозвище «больной на голову» (итал. capo pazzo).
В 1733 году Верачини снова приехал с концертной программой в Лондон. Здесь для The Opera of Nobility им была написана опера «Адриан в Сирии» (итал. Adriano in Siria), имевшая успех у публики. За ней последовали «Милосердие Тита» (итал. La Clemenza di Tito, 1737), «Партенио» (итал. Partenio, 1738) и «Розелинда» (итал. Roselinda, 1744) — с либретто на основе пьесы Шекспира «Как вам это понравится». Здесь же им была написана оратория «Ошибка Соломона» (итал. L'errore di Salomone). Два последних сочинения были приняты прохладно.
Пережив кораблекрушение в проливе Ла-Манш, Франческо Мария Верачини вернулся во Флоренцию, где получил место капельмейстера при церквях Святого Панкратия и Святого Гаэтана, которое он сохранял до смерти 31 октября 1768 года.

## Творческое наследие
Творческое наследие композитора включает 4 оперы, 7 ораторий, ряд симфонических, духовных и вокальных сочинений.